# Eurydice truncata
Eurydice truncata là một loài chân đều trong họ Cirolanidae. Loài này được Norman miêu tả khoa học năm 1868.